# Bobby Todd
Bobby Todd (* 22. Juni 1904 in Hinterzarten/Baden; † 7. September 1980 in Turin, Italien; eigentlich Hans Karl Rohrer) war ein deutscher Schauspieler, Regisseur, Schriftsteller und Kabarettist.

## Leben
Hans Karl Rohrer war ein Sohn des Arztes Hermann Rohrer und der Opernsängerin Ida Maria Bergheimer. Er studierte an der Universität München einige Semester Medizin und Theaterwissenschaft, wandte sich dann jedoch dem Schauspielberuf zu. In Wilhelm Koschs Deutschen Theaterlexikon wird er als „Zahnmediziner“ geführt, eine Angabe, die jedoch nicht verifiziert werden konnte. 
1928 stand er erstmals vor einer Filmkamera, in dem 1929 uraufgeführten Lustspiel Miss Evelyne, die Badefee. 1930 gehörte er zu den Mitgründern des aus Anlass eines Faschingsfestes des Theaterwissenschaftlichen
Seminars entstandenen Studentenkabaretts Die Nachrichter, wo er als Autor, Regisseur, Komponist und Schauspieler hervortrat. Als sein professionelles Kabarett-Debüt gilt Hier irrt Goethe, eine Produktion, die 1932 in den Münchner Kammerspielen gezeigt wurde. Insgesamt war Todd von 1930 bis 1935, auch als Mitdirektor, beim Kabarett Die Nachrichter tätig. Auf Betreiben der Nazis als „Nicht-Arier“ pro forma früh aus der Gruppe ausgeschlossen, blieb er insgeheim jedoch bis zum endgültigen Verbot am 1. Oktober 1935 Mitglied. Todd wurde von den Nationalsozialisten als politisch unzuverlässig eingestuft und erhielt 1935 Berufsverbot. 
Im März 1936 verließ Todd Deutschland und emigrierte über die neutrale Schweiz nach Italien. Er war zunächst Student an der Filmakademie Rom und Assistent am „Centro Sperimentale di Cinematografia“. Von 1936 bis 1945 übernahm er Filmarbeiten in Italien, in Rom arbeitete er als Produktionsassistent. 
1947 wurde er Abteilungs-Leiter des Unterhaltungsressorts beim bis 1949 existierenden Radio München, dem früheren Reichssender München. Anschließend arbeitete er wieder als Schauspieler und Kabarettist. Bei einer späteren Verfilmung eines selbst mitverfassten Programms für die Nachrichter, Der Apfel ist ab (1948; nach der
Komödie von Kurd Ε. Heyne), spielte er nach dem Ende des Dritten Reichs eine Hauptrolle und wirkte, gemeinsam mit Helmut Käutner, der auch Regie führte, am Drehbuch mit. 
Noch bis in die 1960er Jahre hinein spielte Todd zahlreiche kleinere Rollen in deutschen Filmen. Insbesondere Helmut Käutner besetzte Todd mehrfach in seinen Filmen mit Nebenrollen. Er wirkte auch in mehreren, damals populären Märchenfilmen mit, so in Tischlein deck dich (1956; als Vater und Schneider), Die Heinzelmännchen (1956; als Schneider an der Seite von Nora Minor als Schneiderin) und Rübezahl – Herr der Berge (1957; als Bauer Veit). 
In den 1950er Jahren lebte Todd in München, seit 1962 dann wieder ganz in Italien. Er war mit der Schauspielerin, Tänzerin und Schriftstellerin Monica von Eyb (Pseudonym für Ilse Monica Meyer) verheiratet.

## Filmografie (Auswahl)
- 1932: Kreuzer Emden
- 1941: Vom Schicksal verweht
- 1943/48: Im Banne des Monte Miracolo
- 1948: Der Apfel ist ab
- 1949: Hallo Fräulein!
- 1950: Der Mann, der sich selber sucht
- 1952: Das letzte Rezept
- 1954: Hochzeitsglocken
- 1956: Der Meineidbauer
- 1956: Tischlein deck dich
- 1956: Die Heinzelmännchen
- 1957: Monpti
- 1957: Rübezahl – Herr der Berge
- 1958: Der Schinderhannes
- 1958: Mein Schatz ist aus Tirol
- 1958: Bühne frei für Marika
- 1959: Besuch aus heiterem Himmel
- 1959: Die Wahrheit über Rosemarie
- 1960: Oh, diese Bayern!
- 1960: Das Glas Wasser
- 1960: Brücke des Schicksals
- 1961: Schlagerparade 1961
- 1961: Die toten Augen von London

## Einzelbelege
1. ↑   Archivlink (Memento vom 11. Oktober 2008 im Internet Archive)

| Personendaten    | Personendaten                          |
| ---------------- | -------------------------------------- |
| NAME             | Todd, Bobby                            |
| ALTERNATIVNAMEN  | Rohrer, Hans Karl                      |
| KURZBESCHREIBUNG | deutscher Schauspieler und Kabarettist |
| GEBURTSDATUM     | 22. Juni 1904                          |
| GEBURTSORT       | Hinterzarten                           |
| STERBEDATUM      | 7. September 1980                      |
| STERBEORT        | Turin                                  |